# Władimir Dienisow
Władimir Giennadjewicz Dienisow (ros. Владимир Геннадьевич Денисов, ur. 22 maja 1947 w Gorkim) – radziecki florecista, srebrny medalista olimpijski i wielokrotny medalista mistrzostw świata.
Na igrzyskach olimpijskich w Monachium w 1972 roku reprezentacja ZSRR w składzie: Władimir Dienisow, Anatolij Kotieszew, Leonid Romanow, Wasyl Stankowycz i Wiktor Putiatin zdobyła drużynowo srebrny medal. W turnieju indywidualnym zajął piąte miejsce. Na rozgrywanych cztery lata później igrzyskach olimpijskich w Montrealu zajął czwarte miejsce w zawodach drużynowych i siódme w indywidualnych.
Podczas mistrzostw świata w Wiedniu w 1971 roku razem ze Stankowyczem, Romanowem, Kotieszewem i Putiatinem zdobył brązowy medal w zawodach drużynowych. W tej samej konkurencji zdobywał też złote medale na mistrzostwach świata w Göteborgu (1973) i mistrzostwach świata w Grenoble (1974), srebrny na mistrzostwach świata w Budapeszcie (1975) oraz brązowy na mistrzostwach świata w Hamburgu (1978). Ponadto zdobył również brązowy medal indywidualnie na mistrzostwach świata w Budapeszcie (1975), plasując się za dwoma Francuzami: Christianem Noëlem i Bernardem Talvardem.
Po zakończeniu kariery pracował jako trener. W latach 1997–2008 był Prezesem Federacji Szermierczej Obwodu Niżnonowogrodzkiego. Był również członkiem komitetu wykonawczego Rosyjskiej Federacji Szermierczej.